# Charīs Markopoulos
Charalampīs Markopoulos, detto Charīs (in greco Χαραλάμπης "Χάρης" Μαρκόπουλος?; Salonicco, 20 gennaio 1982), è un allenatore di pallacanestro ed ex cestista greco.

## Biografia
È il figlio dell'allenatore Soulīs Markopoulos.